# Richeria dressleri
Richeria dressleri är en emblikaväxtart som beskrevs av Grady Linder Webster. Richeria dressleri ingår i släktet Richeria och familjen emblikaväxter. Inga underarter finns listade i Catalogue of Life.